# Jastrzębia (powiat łowicki)
Jastrzębia – wieś w Polsce położona w województwie łódzkim, w powiecie łowickim, w gminie Łowicz.
Wieś duchowna położona była w drugiej połowie XVI wieku w powiecie sochaczewskim ziemi sochaczewskiej województwa rawskiego. Była wsią klucza chruślińskiego arcybiskupów gnieźnieńskich, drugiej połowie XVII wieku przeszła do klucza łowickiego. W latach 1975–1998 miejscowość należała administracyjnie do województwa skierniewickiego.
Przez miejscowość przebiega droga wojewódzka nr 703.